# ГЕС Devils Gate
ГЕС Devils Gate – гідроелектростанція у Австралії на півночі острова Тасманія. Знаходячись між ГЕС Cethana (вище по течії) та ГЕС Paloona (32 МВт), входить до складу гідровузла Mersey – Forth, який використовує ресурс зі сточища річок, котрі дренують північний схил Центрального нагір’я Тасманії та впадають у Бассову протоку (Мерсі біля Девенпорту, а  Forth на десяток кілометрів західніше від цього міста).
В межах проекту Forth перекрили бетонною арковою греблею висотою 84 метри та довжиною 134 метри, яка потребувала 31 тис м3 матеріалу. Вона утримує водосховище Баррінгтон з площею поверхні 6,65 км2 та об’ємом 180 млн м3. Можливо відзначити, що по руслу Forth сюди надходить ресурс не лише з верхів’я цієї річки, але і перекинутий через інші станції гідровузла з річок Мерсі та Вілмот (остання є лівою притокою Forth, котра має устя нижче за греблю наступної станції Paloona).
Пригреблевий машинний зал станції зв’язали зі сховищем тунелем довжиною 0,15 км та оснастили однією турбіною типу Френсіс потужністю 63 МВт, яка при напорі у 68 метрів забезпечує виробництво 314 млн кВт-год електроенергії на рік.
Видача продукції відбувається по ЛЕП, розрахованій на роботу під напругою 110 кВ.